# جزيرة ريخة
جزيرة ريخة هي إحدى الجزر الواقعة في البحر الأحمر، وتتبع منطقة تبوك شمال غرب السعودية. تبلغ مساحة الجزيرة نحو 1,2 كم2 وتبعد عن الساحل بحوالي 5,30 ميل بحري.